# Benediction
A Benediction egy angol death metal zenekar, mely 1988-ban alakult Birminghamben. Több mint két évtizedes pályafutásuk alatt, hét nagylemezt jelentettek meg.

## Pályafutás
Mark "Barney" Greenway, Darren Brookes és Peter Rewinsky alakította meg a zenekart. Az első demo 1989-ben jelent meg The Dreams You Dread címmel, mely alapján szerződést ajánlott nekik a Nuclear Blast. A debütáló lemez a Subconscious Terror címet kapta. A korong megjelenését követően Mark "Barney" Greenway azonban kilépett, hogy a Napalm Death soraiban folytathassa pályáját. Helyére Dave Ingram került. A Benediction 1991-ben a Nocturnus és a Bolt Thrower társaságában turnézott.
A második album The Grand Leveller címmel jelent meg, melyet egy európai turné követett a Massacra társaságában. A turné után Paul Adams kilépett. Ezután ismét stúdióba vonultak, hogy felvegyék a Dark is the Season EP-t, melyen Brookes játszotta fel a basszusgitárt is. Az EP megjelenését egy újabb európai turné követte a Bolt Thrower és az Asphyx zenekarokkal. Még ebben az évben megtalálták Frank Healy személyében az állandó basszusgitárosukat is, aki korábban a Napalm Death tagja volt.
1993-ban jelent meg a Transcend the Rubicon lemez, melynek turnéján az Atheist és a Cemetery társaságában játszottak. A turné befejeztével Ian Treacy elhagyta a zenekart.
1994-ben látott napvilágot a The Grotesque / Ashen Epitaph EP, mely két vadonatúj dalt és három koncertfelvételt tartalmazott. Neil Hutton lett Treacy utódja, a The Dreams You Dread albumon már az ő játéka hallható.
Ezt közös turné követte a Death zenekarral, majd napvilágot látott a Grind Bastard album 1998-ban. Az európai turnén ismét a Death partnereként játszottak, majd Dave Ingremet Dave Hunt váltotta fel a mikrofonnál (ex-Anaal Nathrakh). 
2001-ben Organised Chaos címmel új lemezt adtak ki, melynek európa turnéján a Bolt Thrower-rel játszottak.
A legutolsó albumuk 2008-ban jelent meg Killing Music címmel.

## Diszkográfia
- Subconscious Terror (1990)
- The Grand Leveller (1991)
- Dark Is The Season (1992)
- Transcend The Rubicon (1993)
- The Grotesque / Ashen Epitaph (1994)
- The Dreams You Dread (1995)
- Grind Bastard (1998)
- Organised Chaos (2001)
- Killing Music (2008)
- Scriptures (2020)

## Külső hivatkozások
- hivatalos oldal
- Myspace oldal
- 2008-as fotók